# Liste der Kulturdenkmale in Halle (Saale)/Stadtgottesacker
In der Liste der Kulturdenkmale in Halle (Saale)/Stadtgottesacker sind alle Kulturdenkmale aufgelistet, die sich auf dem Stadtgottesacker im Charlottenviertel des Stadtteils Nördliche Innenstadt der kreisfreien Stadt Halle (Saale) befinden. Grundlage ist das Denkmalverzeichnis des Landes Sachsen-Anhalt, das auf Basis des Denkmalschutzgesetzes des Landes Sachsen-Anhalt vom 21. Oktober 1991 durch das Landesamt für Denkmalpflege und Archäologie Sachsen-Anhalt erstellt und seither laufend ergänzt wurde (Stand: 31. Dezember 2022). Es handelt sich hierbei um eine Auslagerung der Grabmale des Stadtgottesackers aus der Liste der Kulturdenkmale in Halle (Saale)/Nördliche Innenstadt.

## Kulturdenkmale nach Stadtteilen

### Nördliche Innenstadt

#### Stadtgottesacker
| Lage | Bezeichnung                                   | Beschreibung | Erfassungs- nummer | Ausweisungsart                                | Bild                                          |
| --- | --------------------------------------------- | --- | ------------------ | --------------------------------------------- | --------------------------------------------- |
| Gottesackerstraße 7, Stadtgottesacker Grabnummer (fortlaufende Zählung/Abteilung/Altnummer): 5 -004 / 00001 (Karte)                | Grabmal Familie Hirsch                        | Grabmal für Luise Hirsch (geb. Harsleben; 1851–1925) und Robert Hirsch (18..–1933) | 094 56692 005      | Teilobjekt eines Baudenkmals - Kleindenkmal   | Grabmal Familie Hirsch                        |
| Gottesackerstraße 7, Grabnummer (fortlaufende Zählung/Abteilung/Altnummer): 7 -004 / 00003                                         | Grabmal Anna Steinkopff                       | Grabmal für Anna Steinkopff (geb. Bank; 1846–....) | 094 56692 007      | Teilobjekt eines Baudenkmals - Kleindenkmal   | Grabmal Anna Steinkopff                       |
| Gottesackerstraße 7, Grabnummer (fortlaufende Zählung/Abteilung/Altnummer): 8 -004 / 00004                                         | Grabmal Familie Fritsch                       | Grabmal für Emil Fritsch (1864–1883) und Wilhelm Fritsch (1835–1903) sowie andere Mitglieder der Familie (Marie Fritsch (geb. Simon), Karl August…) | 094 56692 008      | Teilobjekt eines Baudenkmals - Kleindenkmal   | Grabmal Familie Fritsch                       |
| Gottesackerstraße 7, Grabnummer (fortlaufende Zählung/Abteilung/Altnummer): 9 -004 / 00006                                         | Grabmal Familie Bethge                        | Grabmal für Hildegard Bethge (1917–2008) und Heinz Bethge (1919–2001) | 094 56692 009      | Teilobjekt eines Baudenkmals - Kleindenkmal   | Grabmal Familie Bethge                        |
| Gottesackerstraße, Grabnummer (fortlaufende Zählung/Abteilung/Altnummer): 11 -004 / 00008                                          | Grabmal Familie Nerge                         | Grabmal für Friederike Nerge (geb. Nette; 1816–1878) und Carl Nerge (1817–1897) | 094 56692 011      | Teilobjekt eines Baudenkmals - Kleindenkmal   | Grabmal Familie Nerge                         |
| Gottesackerstraße, Grabnummer (fortlaufende Zählung/Abteilung/Altnummer): 12 -004 / 00009                                          | Grabmal Familie Hirsch                        | Grabmal für Friedrike Hirsch (geb. Beeck; 1828–1898) und Hermann Hirsch (Landgerichtsdirektor; 1883–1930) | 094 56692 012      | Teilobjekt eines Baudenkmals - Kleindenkmal   | Grabmal Familie Hirsch                        |
| Gottesackerstraße, Grabnummer (fortlaufende Zählung/Abteilung/Altnummer): 13 -004 / 00010 (Karte)                                  | Grabmal Familie Meyer                         | Grabmal für Emilie Meyer (geb. (G)anss; 18..–1906) und Gottlob Meyer (1817–1883) | 094 56692 013      | Teilobjekt eines Baudenkmals - Kleindenkmal   | Grabmal Familie Meyer                         |
| Gottesackerstraße, Grabnummer (fortlaufende Zählung/Abteilung/Altnummer): 14 -004 / 00011 (Karte)                                  | Grabmal Familie Immermann                     | Grabmal für Clara Immermann (geb. Bungenstab; 1820–1898) und August Immermann (1823–1908) | 094 56692 014      | Teilobjekt eines Baudenkmals - Kleindenkmal   | Grabmal Familie Immermann                     |
| Gottesackerstraße, Grabnummer (fortlaufende Zählung/Abteilung/Altnummer): 15 -004 / 00012-00013                                    | Grabmal Familien Vater & Herrmann             | Grabmal für Friederike Vater (geb. Schroeder; 1812–1889), Bertha Herrmann (geb. Vater; 1842–1916) und Albert Herrmann (Sattlermeister; 1832–1893) | 094 56692 015      | Teilobjekt eines Baudenkmals - Kleindenkmal   | Grabmal Familien Vater & Herrmann             |
| Gottesackerstraße, Grabnummer (fortlaufende Zählung/Abteilung/Altnummer): 16 -004 / 00014                                          | Grabmal Familien Busekist, Helmreich & Brandt | Grabmal für Auguste Busekist (geb. Lenzner; 1817–1895), Carl Brandt (Tapezierermeister; 1828–1891) und Otto Brandt (1870–1889), Berta Helmreich (geb. Brandt; 1830–1913) und August Helmreich (Lokomotivführer; 1827–1912)                                                                             | 094 56692 016      | Teilobjekt eines Baudenkmals - Kleindenkmal   | Grabmal Familien Busekist, Helmreich & Brandt |
| Gottesackerstraße, Grabnummer (fortlaufende Zählung/Abteilung/Altnummer): 17-18 -004 / 000116-00017                                | Grabmal Familien Zwanziger & Mennicke         | Grabmal für Antonie Zwanziger (geb. Stallberg; 1871–1926) und Wilhelm Zwanziger (1874–1929), Benita Mennicke (geb. Erhardt; 1931–2019) und Günter Mennicke (Kaufmann; 1931–2019) | 094 56692 017      | Teilobjekt eines Baudenkmals - Kleindenkmal   | Grabmal Familien Zwanziger & Mennicke         |
| Gottesackerstraße 7, Grabnummer (fortlaufende Zählung/Abteilung/Altnummer): 19 -004 / 00018                                        | Grabmal Familie Hirsch                        | Grabmal für Gustav Hirsch (Königlicher Amtsrat; 1847–1917) und K. Emil Moritz Hirsch (Major Manf. Feld.-Art.-Regt. 75; 1882–1931) | 094 56692 019      | Teilobjekt eines Baudenkmals - Kleindenkmal   | Grabmal Familie Hirsch                        |
| Gottesackerstraße 7, Grabnummer (fortlaufende Zählung/Abteilung/Altnummer): 20 -004 / 00019-00020                                  | Grabmal Familie Wentzel & Anton               | Grabmal für Ella Wentzel (geb. v. Zimmermann, Salzmünde; 1877–1949) und Carl Wentzel (Oberamtmann, Teutschenthal; 1876–1944), Anna Anton (geb. Wentzel; 1846–1887), Alice Anton (geb. Weissleder; 1875–1952) und Woldemar Anton (Oberst; 1836–1883) sowie für Gertrud Ossent (geb. Wentzek; 1875–1968) | 094 56692 020      | Teilobjekt eines Baudenkmals - Kleindenkmal   | Grabmal Familie Wentzel & Anton               |
| Gottesackerstraße 7, Grabnummer (fortlaufende Zählung/Abteilung/Altnummer): 21 -004 / 00021-00022                                  | Grabmal Familie Düwert                        | Grabmal für Henriette Düwert (geb. Knapp; 1826–1882), Philippine Düwert (geb. Krauss; 1851–1900) und Theodor Düwert (1826–1886) | 094 56692 021      | Teilobjekt eines Baudenkmals - Kleindenkmal   | Grabmal Familie Düwert                        |
| Gottesackerstraße 7, Grabnummer (fortlaufende Zählung/Abteilung/Altnummer): 23 -004 / 00024                                        | Grabmal Familie vom Hagen                     | Grabmal für Magdalene Freifrau vom Hagen (geb. Kaselitz; 1824–1897) und Karl Freiherr vom Hagen (Bürgermeister; 1816–1886) | 094 56692 023      | Teilobjekt eines Baudenkmals - Kleindenkmal   | Grabmal Familie vom Hagen                     |
| Gottesackerstraße 7, Grabnummer (fortlaufende Zählung/Abteilung/Altnummer): 24 -004 / 00025                                        | Grabmal Carl Sorge & Hans Müller              | Grabmal für Carl Sorge (Major; 1795–1885) und Hans Müller (1855–1892) | 094 56692 024      | Teilobjekt eines Baudenkmals - Kleindenkmal   | Grabmal Carl Sorge & Hans Müller              |
| Gottesackerstraße 7, Grabnummer (fortlaufende Zählung/Abteilung/Altnummer): 25 -004 / 00026-00028                                  | Grabmal Familie Richter                       | Grabmal – besteht aus einem Obelisk für Ida Richter (geb. Goede; 1837–1901) und Alfred Richter (Kaufmann; 1827–1889) sowie einem Stein für Helene Sauer (geb. Richter, verw. Eulert; 18..–1905) und George Eulert (Premierlieutenant; 1862–1890)                                                       | 094 56692 025      | Teilobjekt eines Baudenkmals - Kleindenkmal   | Grabmal Familie Richter                       |
| Gottesackerstraße 7, Grabnummer (fortlaufende Zählung/Abteilung/Altnummer): 26 -004 / 00029                                        | Grabmal Familie Seyboth                       | Grabmal für Else Seyboth (geb. Schaffrott; 1902–1986), Elisabeth Seyboth (geb. Beil; 1894–1953), Margarete Buchwald (1895–1962) und Curt Seyboth (1889–1972) | 094 56692 026      | Teilobjekt eines Baudenkmals - Kleindenkmal   | Grabmal Familie Seyboth                       |
| Gottesackerstraße 7, Grabnummer (fortlaufende Zählung/Abteilung/Altnummer): 27 -004 / 00030                                        | Grabmal Familien Wagner & Schrader            | Grabmal für Marie Schrader (1839–1915) und Adolph Wagner (1868–1884) | 094 56692 027      | Teilobjekt eines Baudenkmals - Kleindenkmal   | Grabmal Familien Wagner & Schrader            |
| Gottesackerstraße 7, Grabnummer (fortlaufende Zählung/Abteilung/Altnummer): 28 -004 / 00031                                        | Grabmal Familie Kleinschmidt                  | Grabmal für Louise Kleinschmidt (1843–1920) und Chr. Kleinschmidt (1839–1909) | 094 56692 028      | Teilobjekt eines Baudenkmals - Kleindenkmal   | Grabmal Familie Kleinschmidt                  |
| Gottesackerstraße 7, Grabnummer (fortlaufende Zählung/Abteilung/Altnummer): 30 -004 / 00033                                        | Grabmal Familie Uhlig                         | Grabmal für Pauline Uhlig (geb. Haller; 1841–1891) und Max Uhlig (Kaufmann; 1869–1930) | 094 56692 030      | Teilobjekt eines Baudenkmals - Kleindenkmal   | Grabmal Familie Uhlig                         |
| Gottesackerstraße 7, Grabnummer (fortlaufende Zählung/Abteilung/Altnummer): 31 -004 / 00034                                        | Grabmal Familie Uhlig                         | Grabmal für Auguste Uhlig (1837–1879) und Gustav Uhlig (1832–1905) | 094 56692 031      | Teilobjekt eines Baudenkmals - Kleindenkmal   | Grabmal Familie Uhlig                         |
| Gottesackerstraße 7, Grabnummer (fortlaufende Zählung/Abteilung/Altnummer): 32 -004 / 00035                                        | Grabmal Familie Polster                       | Grabmal für Auguste Polster (geb. Nerge; 1841–1924) und Gottfried Polster (Kaufmann; 1843–1896) | 094 56692 032      | Teilobjekt eines Baudenkmals - Kleindenkmal   | Grabmal Familie Polster                       |
| Gottesackerstraße 7, Grabnummer (fortlaufende Zählung/Abteilung/Altnummer): 33 -004 / 00036                                        | Grabmal Familie Hirsch                        | Grabmal für Alida Hirsch (geb. Sander; 1856–189.) und Robert Hirsch (Königl. Sächs. Oberstabsarzt; 1849–190.) | 094 56692 033      | Teilobjekt eines Baudenkmals - Kleindenkmal   | Grabmal Familie Hirsch                        |
| Gottesackerstraße 7, Grabnummer (fortlaufende Zählung/Abteilung/Altnummer): 34 -004 / 00037                                        | Grabmal                                       | Grabmal | 094 56692 034      | Teilobjekt eines Baudenkmals - Kleindenkmal   | Grabmal                                       |
| Gottesackerstraße 7, Grabnummer (fortlaufende Zählung/Abteilung/Altnummer): 35 -004 / 00038                                        | Grabmal Familie Karlsch                       | Grabmal für Friederike Karsch (geb. Naumann; 1827–1897) und Emil Karsch (Maler; 1824–1866) | 094 56692 035      | Teilobjekt eines Baudenkmals - Kleindenkmal   | Grabmal Familie Karlsch                       |
| Gottesackerstraße 7, Grabnummer (fortlaufende Zählung/Abteilung/Altnummer): 36 -004 / 00039                                        | Grabmal Familie Mangold                       | Grabmal für Amalie Mangold (geb. Lutze; 1831–1902) und Gustav Mangold (1831–1885) | 094 56692 036      | Teilobjekt eines Baudenkmals - Kleindenkmal   | Grabmal Familie Mangold                       |
| Gottesackerstraße 7, Grabnummer (fortlaufende Zählung/Abteilung/Altnummer): 37 -004 / 00040                                        | Grabmal                                       | Grabmal | 094 56692 037      | Teilobjekt eines Baudenkmals - Kleindenkmal   |                                               |
| Gottesackerstraße 7, Grabnummer (fortlaufende Zählung/Abteilung/Altnummer): 38 -004 / 00041                                        | Grabmal                                       | Grabmal | 094 56692 038      | Teilobjekt eines Baudenkmals - Kleindenkmal   |                                               |
| Gottesackerstraße 7, Grabnummer (fortlaufende Zählung/Abteilung/Altnummer): 39 -004 / 00042                                        | Grabmal                                       | Grabmal | 094 56692 039      | Teilobjekt eines Baudenkmals - Kleindenkmal   |                                               |
| Gottesackerstraße 7, Grabnummer (fortlaufende Zählung/Abteilung/Altnummer): 40 -004 / 00043                                        | Grabmal                                       | Grabmal | 094 56692 040      | Teilobjekt eines Baudenkmals - Kleindenkmal   |                                               |
| Gottesackerstraße 7, Grabnummer (fortlaufende Zählung/Abteilung/Altnummer): 41 -004 / 00044                                        | Grabmal                                       | Grabmal | 094 56692 041      | Teilobjekt eines Baudenkmals - Kleindenkmal   |                                               |
| Gottesackerstraße 7, Grabnummer (fortlaufende Zählung/Abteilung/Altnummer): 42 -004 / 00045                                        | Grabmal                                       | Grabmal | 094 56692 042      | Teilobjekt eines Baudenkmals - Kleindenkmal   |                                               |
| Gottesackerstraße 7, Grabnummer (fortlaufende Zählung/Abteilung/Altnummer): 43 -004 / 00046                                        | Grabmal                                       | Grabmal | 094 56692 043      | Teilobjekt eines Baudenkmals - Kleindenkmal   |                                               |
| Gottesackerstraße 7, Grabnummer (fortlaufende Zählung/Abteilung/Altnummer): 44 -004 / 00047                                        | Grabmal                                       | Grabmal | 094 56692 044      | Teilobjekt eines Baudenkmals - Kleindenkmal   |                                               |
| Gottesackerstraße 7, Grabnummer (fortlaufende Zählung/Abteilung/Altnummer): 45 -004 / 00048                                        | Grabmal                                       | Grabmal | 094 56692 045      | Teilobjekt eines Baudenkmals - Kleindenkmal   |                                               |
| Gottesackerstraße 7, Grabnummer (fortlaufende Zählung/Abteilung/Altnummer): 48/49 -004 – 00052/00053                               | Grabmal                                       | Grabmal | 094 56692 048      | Teilobjekt eines Baudenkmals - Kleindenkmal   |                                               |
| Gottesackerstraße 7, Grabnummer (fortlaufende Zählung/Abteilung/Altnummer): 50 -004 - 00054                                        | Grabmal                                       | Grabmal | 094 56692 050      | Teilobjekt eines Baudenkmals - Kleindenkmal   |                                               |
| Gottesackerstraße 7, Grabnummer (fortlaufende Zählung/Abteilung/Altnummer): 52 -004 - 00057                                        | Grabmal                                       | Grabmal | 094 56692 052      | Teilobjekt eines Baudenkmals - Kleindenkmal   |                                               |
| Gottesackerstraße 7, Grabnummer (fortlaufende Zählung/Abteilung/Altnummer): 55 -004 - 00060                                        | Grabmal                                       | Grabmal | 094 56692 055      | Teilobjekt eines Baudenkmals - Kleindenkmal   |                                               |
| Gottesackerstraße 7, Grabnummer (fortlaufende Zählung/Abteilung/Altnummer): 56 -004 - 00061                                        | Grabmal                                       | Grabmal | 094 56692 056      | Teilobjekt eines Baudenkmals - Kleindenkmal   |                                               |
| Gottesackerstraße 7, Grabnummer (fortlaufende Zählung/Abteilung/Altnummer): 57-59 -004 – 00062-64                                  | Grabmal                                       | Grabmal | 094 56692 057      | Teilobjekt eines Baudenkmals - Kleindenkmal   |                                               |
| Gottesackerstraße 7, Grabnummer (fortlaufende Zählung/Abteilung/Altnummer): 60 -004 – 00065                                        | Grabmal                                       | Grabmal | 094 56692 060      | Teilobjekt eines Baudenkmals - Kleindenkmal   |                                               |
| Gottesackerstraße 7, Grabnummer (fortlaufende Zählung/Abteilung/Altnummer): 61 -004 – 00066                                        | Grabmal                                       | Grabmal | 094 56692 061      | Teilobjekt eines Baudenkmals - Kleindenkmal   |                                               |
| Gottesackerstraße 7, Stadtgottesacker Grabnummer (fortlaufende Zählung / Abteilung / Altnummer) 1 -002 / 00006_Jung                | Grabmal Familie Jung                          | Grabmal für Ida Jung (geb. Weber; 1874–1960) und Karl Jung (1874–1937) | 094 56692 062      | Teilobjekt eines Baudenkmals - Kleindenkmal   | Grabmal Familie Jung                          |
| Gottesackerstraße 7, Stadtgottesacker Grabnummer (fortlaufende Zählung / Abteilung / Nummer): 1 -002 / 00009-010_Schmidt           | Grabmal Familie Schmidt                       | Grabmal | 094 56692 063      | Teilobjekt eines Baudenkmals - Kleindenkmal   |                                               |
| Gottesackerstraße 7, Stadtgottesacker Grabnummer (fortlaufende Zählung/Abteilung/Altnummer): 2 -002 / 00042_Brandt                 | Grabmal Familie Brandt                        | Grabmal für Ella Brandt (geb. ?; 1873–1931) und Otto Brandt (1897–1918) | 094 56692 064      | Teilobjekt eines Baudenkmals - Kleindenkmal   | Grabmal Familie Brandt                        |
| Gottesackerstraße 7, Stadtgottesacker Grabnumer (fortlaufende Zählung/Abteilung/Altnummer): 2 -002 / 00046_Schmalbach              | Grabmal Familie Schmalbach                    | Grabmal | 094 56692 065      | Teilobjekt eines Baudenkmals                  |                                               |
| Gottesackerstraße 7, Stadtgottesacker Grabnummer (fortlaufende Zählung/Abteilung/Altnummer): 2 -002 / 00052_Sand                   | Grabmal Familie Sand                          | Grabmal | 094 56692 066      | Teilobjekt eines Baudenkmals - Kleindenkmal   |                                               |
| Gottesackerstraße 7, Stadtgottesacker Grabnummer (fortlaufende Zählung/Abteilung/Altnummer): 4 -002 / 00098-99_Haase               | Grabmal Familie Haase                         | Grabmal | 094 56692 067      | Teilobjekt eines Baudenkmals - Kleindenkmal   |                                               |
| Gottesackerstraße 7, Stadtgottesacker Grabnummer (fortlaufende Zählung/Abteilung/Altnummer): 4 -002 / 00111-112_Otto (Säm… (Karte) | Grabmal Familie Otto                          | Grabmal der Familie Otto mit der Plastik „Sämann“ | 094 56692 068      | Teilobjekt eines Baudenkmals - Kleindenkmal   | Grabmal Familie Otto                          |
| Gottesackerstraße 7, Stadtgottesacker Grabnummer (fortlaufende Zählung/Abteilung/Altnummer): 4 -002 / 00119_Otto                   | Grabmal Familie Otto                          | Grabmal der Familie Otto | 094 56692 069      | Teilobjekt eines Baudenkmals - Kleindenkmal   |                                               |
| Gottesackerstraße 7, Stadtgottesacker Grabnummer (fortführende Zählung/Abteilung/Altnummer): 5 -002 / 00138_Stück                  | Grabmal Familie Stück                         | Grabmal | 094 56692 070      | Teilobjekt eines Baudenkmals                  |                                               |
| Gottesackerstraße 7, Stadtgottesacker Grabnummer (fortlaufende Zählung/Abteilung/Altnummer): 4 -002 / 00146_Eckstein               | Grabmal Familie Eckstein                      | Grabmal | 094 56692 071      | Teilobjekt eines Baudenkmals - Kleindenkmal   |                                               |
| Gottesackerstraße 7, Stadtgottesacker Grabnummer (fortlaufende Zählung/Abteilung/Altnummer): 4 -002 / 00147-148_Erbe               | Grabmal Familie Erbe                          | Grabmal | 094 56692 072      | Teilobjekt eines Baudenkmals - Kleindenkmal   |                                               |
| Gottesackerstraße 7, Stadtgottesacker Grabnummer (fortlaufende Zählung/Abteilung/Altnummer): 6 -002 / 00182_Merkel (Karte)         | Grabmal Familie Merkel                        | Grabmal für Elisabeth Bangerl (geb. Merkel; 1895–1937) und Carl August Merkel (Steinmetzmeister; 1836–1867) | 094 56692 073      | Teilobjekt eines Baudenkmals - Kleindenkmal   | Grabmal Familie Merkel                        |
| Gottesackerstraße 7, Stadtgottesacker Grabnummer (fortlaufende Zählung/Abteilung/Altnummer): 6 -002 / 00216_Stegmann               | Grabmal Familie Stegmann                      | Grabmal | 094 56692 074      | Teilobjekt eines Baudenkmals - Kleindenkmal   |                                               |
| Gottesackerstraße 7, Stadtgottesacker Grabnummer (fortlaufende Zählung/Abteilung/Altnummer): 7 -002 / 00235-236_o.N.               | Grabmal                                       | Grabmal | 094 56692 075      | Teilobjekt eines Baudenkmals - Kleindenkmal   |                                               |
| Gottesackerstraße 7, Stadtgottesacker Grabnummer (fortlaufende Zählung/Abteilung/Altnummer): 7 -002 / 00256_Arnold                 | Grabmal Familie Arnold                        | Grabmal | 094 56692 076      | Teilobjekt eines Baudenkmals - Kleindenkmal   |                                               |
| Gottesackerstraße 7, Stadtgottesacke Grabnummer (fortführende Zählung/Abteilung/Altnummer): 8 -002 / 00270_Zander                  | Grabmal Familie Zander                        | Grabmal | 094 56692 077      | Teilobjekt eines Baudenkmals - Kleindenkmal   |                                               |
| Gottesackerstraße 7, Stadtgottesacker Grabnummer (fortlaufende Aufzählung/Abteilung/Altnummer): 8 -002 / 00274_May                 | Grabmal Familie May                           | Grabmal | 094 56692 078      | Teilobjekt eines Baudenkmals - Kleindenkmal   |                                               |
| Gottesackerstraße 7, Stadtgottesacker Grabnummer (fortlaufende Zählung/Abteilung/Altnummer): 8 -002 / 00279-280_Dammann            | Grabmal Familie Dammann                       | Grabmal der Familie Dammann | 094 56692 079      | Teilobjekt eines Baudenkmals - Kleindenkmal   | Grabmal Familie Dammann                       |
| Gottesackerstraße 7, Stadtgottesacker Grabnummer (fortlaufende Zählung/Abteilung/Altnummer): 8 -002 / 00288-289_Weise              | Grabmal Familie Weise                         | Grabmal für Rudolf Ernst Weise (1844–1935) und Familie | 094 56692 080      | Teilobjekt eines Baudenkmals - Kleindenkmal   | Weitere Bilder                                |
| Gottesackerstraße 7 Stadtgottesacker Grabnummer (fortlaufende Zählung/Abteilung/Altnummer): 8 -002 / 00290_Rieper                  | Grabmal Familie Rieper                        | Grabmal für Familie Rieper | 094 56692 081      | Teilobjekt eines Baudenkmals - Kleindenkmal   |                                               |
| Gottesackerstraße 7, Stadtgottesacker Grabnummer (fortlaufende Zählung/Abteilung/Altnummer): 8 -002 / 00270_Zander                 | Grabmal Familie Zander                        | Grabmal – wohl identisch mit 094 56692 077 | 094 56692 082      | Teilobjekt eines Baudenkmals - Kleindenkmal   |                                               |
| Gottesackerstraße 7, Stadtgottesacker Grabnummer (fortlaufende Zählung/Abteilung/Altnummer): 8 -002 / 00274_May                    | Grabmal Familie May                           | Grabmal – wohl identisch mit 094 56692 078 | 094 56692 083      | Teilobjekt eines Baudenkmals - Kleindenkmal   |                                               |
| Gottesackerstraße 7, Stadtgottesacker Grabnummer (fortlaufende Zählung/Abteilung/Altnummer): 8 -002 / 00288-289_Weise              | Grabmal Familie Weise                         | Grabmal – wohl identisch mit 094 56692 080 | 094 56692 084      | Teilobjekt eines Baudenkmals - Kleindenkmal   |                                               |
| Gottesackerstraße 7, Stadtgottesacker Grabnummer (fortlaufende Zählung/Abteilung/Altnummer): 8 -002 / 00291_Rieper                 | Grabmal Familie Rieper                        | Grabmal | 094 56692 085      | Teilobjekt eines Baudenkmals - Kleindenkmal   |                                               |
| Gottesackerstraße 7, Stadtgottesacker Grabnummer (fortlaufende Zählung/Abteilung/Altnummer): 8 -002 / 00292_Martin                 | Grabmal Familie Martin                        | Grabmal | 094 56692 086      | Teilobjekt eines Baudenkmals - Kleindenkmal   |                                               |
| Gottesackerstraße 7, Stadtgottesacker Grabnummer (fortlaufende Zählung/Abteilung/Altnummer): 8 -002 / 00300-301_Rundnagel          | Grabmal Familie Rundnagel                     | Grabmal | 094 56692 087      | Teilobjekt eines Baudenkmals - Kleindenkmal   |                                               |
| Gottesackerstraße 7, StadtgottesackerGrabnummer (fortlaufende Zählung/Abteilung/Altnummer): 9 -002 / 00319-320_Mann                | Grabmal Familie Mann                          | Grabmal für Johanne Mann (geb. Kampe; 1804–1879) und J. G. Mann (1813–1870) | 094 56692 088      | Teilobjekt eines Baudenkmals - Kleindenkmal   | Grabmal Familie Mann                          |
| Gottesackerstraße 7, Stadtgottesacker                                                                                              | Grabmal                                       | Grabmal | 094 56692 089      | Teilobjekt eines Baudenkmals - Kleindenkmal   |                                               |
| Gottesackerstraße 7, Stadtgottesacker Grabnummer (fortlaufende Zählung/Abteilung/Altnummer): 10 -002 / 00364-365_Böhme             | Grabmal Familie Böhme                         | Grabmal für Bertha Boehme (geb. Pfeffer; 1818–1868) & Friedrich Ferdinand Boehme (1804–1876) | 094 56692 090      | Teilobjekt eines Baudenkmals - Kleindenkmal   | Grabmal Familie Böhme                         |
| Gottesackerstraße 7, Stadtgottesacker Grabnummer (fortlaufende Zählung/Abteilung/Altnummer): 10 -002 / 00381-383_Lingesle…         | Grabmal                                       | Grabmal | 094 56692 091      | Teilobjekt eines Baudenkmals - Kleindenkmal   |                                               |
| Gottesackerstraße 7, Stadtgottesacker Grabnummer (fortlaufende Zählung/Abteilung/Altnummer): 10 -002 / 00385_Melzer                | Grabmal Familie Melzer                        | Grabmal für Ida Melzer (geb. ; 1842–) und Carl Melzer (Ingenieur und Fabrikbesitzer; 1839–1915) | 094 56692 092      | Teilobjekt eines Baudenkmals                  | Grabmal Familie Melzer                        |
| Gottesackerstraße 7, Stadtgottesacker Grabnummer (fortlaufende Zählung/Abteilung/Altnummer): 8 -002 / 00279-280_Dammann            | Grabmal Familie Dammann                       | Grabmal der Familie Dammann – wohl identisch mit 094 56692 079 | 094 56692 094      | Teilobjekt eines Baudenkmals - Kleindenkmal   |                                               |
| Gottesackerstraße 7, Stadtgottesacker Grabnummer (fortlaufende Zählung/Abteilung/Altnummer): 11 -002 / 00401-402_Ritter            | Grabmal Familie Ritter                        | Grabmal für Carl Ritter (1897–1918) und Julius Ritter (Kaufmann; 1866–1938) | 094 56692 095      | Teilobjekt eines Baudenkmals                  | Grabmal Familie Ritter                        |
| Gottesackerstraße 7, Stadtgottesacker Grabnummer (fortlaufende Zählung/Abteilung/Altnummer): 11 -002 / 00411_Nietsch               | Grabmal Familie Nietsch                       | Grabmal für Lisette Nietsch (1810–1863) und Christian Nietsch (1811–1883) | 094 56692 096      | Teilobjekt eines Baudenkmals                  | Grabmal Familie Nietsch                       |
| Gottesackerstraße 7, Stadtgottesacker Grabnummer (fortlaufende Zählung/Abteilung/Altnummer): 11 -002 / 00438_Friedrich (B…         | Grabmal Familie Friedrich                     | Grabmal | 094 56692 097      | Teilobjekt eines Baudenkmals                  |                                               |
| Gottesackerstraße 7, Stadtgottesacker (fortlaufende Zählung/Abteilung/Altnummer): 14 -002 / 00574-575_Karbaum                      | Grabmal Familie Karbaum                       | Grabmal | 094 56692 098      | Teilobjekt eines Baudenkmals                  |                                               |
| Gottesackerstraße 7, Stadtgottesacker Grabnummer: 11a -002 / 00439-440_Koegel                                                      | Grabmal Familie Koegel                        | Grabmal | 094 56692 099      | Teilobjekt eines Baudenkmals - Kleindenkmal   |                                               |
| Gottesackerstraße 7, Stadtgottesacker Grabnummer: 12 -002 / 00480_Mueller                                                          | Grabmal Familie Mueller                       | Grabmal | 094 56692 100      | Teilobjekt eines Baudenkmals - Kleindenkmal   |                                               |
| Gottesackerstraße 7, Stadtgottesacker Grabnummer: 14-002-544_Grützner                                                              | Grabmal Familie Grützner                      | Grabmal | 094 56692 101      | Teilobjekt eines Baudenkmals - Kleindenkmal   |                                               |
| Gottesackerstraße 7, Stadtgottesacker Grabnummer: 14 -002 / 00556_Fiedler                                                          | Grabmal Familie Fiedler                       | Grabmal | 094 56692 102      | Teilobjekt eines Baudenkmals - Kleindenkmal   |                                               |
| Gottesackerstraße 7, Stadtgottesacker Grabnummer: 14a -002 / 00589_Zehler                                                          | Grabmal Familie Zehler                        | Grabmal | 094 56692 103      | Teilobjekt eines Baudenkmals - Kleindenkmal   |                                               |
| Gottesackerstraße 7, Stadtgottesacker Grabnummer: 16 -002 / 00641-642_Voigt                                                        | Grabmal Familie Voigt                         | Grabmal | 094 56692 104      | Teilobjekt eines Baudenkmals - Kleindenkmal   | Grabmal Familie Voigt                         |
| Gottesackerstraße 7, Grabnummer (fortlaufende Zählung/Abteilung/Altnummer): 17 -002 / 681_Heintke                                  | Grabmal Familie Heintke                       | Grabmal für Wally Heintke (geb. Grebin; –1948) und Johann Heintke (–1929) | 094 56692 105      | Teilobjekt eines Baudenkmals - Kleindenkmal   | Grabmal Familie Heintke                       |
| Gottesackerstraße 7, Stadtgottesacker Grabnummer: 17 -002 / 00692_Thurm_2017-03-04                                                 | Grabmal Familie Thurm                         | Grabmal für Sophie Thurm (geb. Goll; 1855–1936), Richard Thurm (1852–1911) und Richard Thurm (1901–1942) | 094 56692 106      | Teilobjekt eines Baudenkmals - Kleindenkmal   | Grabmal Familie Thurm                         |
| Gottesackerstraße 7, Stadtgottesacker Grabnummer: 17 -002 / 696_Koebke                                                             | Grabmal Familie Koebke                        | Grabmal für Benno Koebke und Familie | 094 56692 107      | Teilobjekt eines Baudenkmals - Kleindenkmal   | Grabmal Familie Koebke                        |
| Gottesackerstraße 7, Stadtgottesacker Grabnummer: 18 -002 / 00761_Trautmann                                                        | Grabmal Familie Trautmann                     | Grabmal | 094 56692 108      | Teilobjekt eines Baudenkmals - Kleindenkmal   |                                               |
| Gottesackerstraße 7, Stadtgottesacker Grabnummer: 01b -001 / 072_Loppe                                                             | Grabmal Familie Loppe                         | Grabmal | 094 56692 109      | Teilobjekt eines Baudenkmals - Kleindenkmal   |                                               |
| Gottesackerstraße 7, Stadtgottesacker Grabnummer: 2 -001 / 093_Wiebach                                                             | Grabmal Familie Wiebach                       | Grabmal der Familie Wiebach | 094 56692 110      | Teilobjekt eines Baudenkmals - Kleindenkmal   | Grabmal Familie Wiebach                       |
| Gottesackerstraße 7, Stadtgottesacker Grabnummer: 02b -001 / 126-128_Blau                                                          | Grabmal Familie Blau                          | Grabmal | 094 56692 111      | Teilobjekt eines Baudenkmals - Kleindenkmal   |                                               |
| Gottesackerstraße 7, Stadtgottesacker Grabnummer: 05 -001 / 239_Helm                                                               | Grabmal Paul Helm                             | Grabmal für Paul Reinhold Helm (1800–1882) | 094 56692 112      | Teilobjekt eines Baudenkmals - Kleindenkmal   | Grabmal Paul Helm                             |
| Gottesackerstraße 7, Stadtgottesacker Grabnummer: 06 -003 / 00306_v Bramann                                                        | Grabmal Friedrich von Bramann                 | Grabmal für Friedrich Gustav von Bramann (Chirurg; 1854–1913) – Bildhauer: Hans Dammann | 094 56692 113      | Teilobjekt eines Baudenkmals - Kleindenkmal   | Weitere Bilder                                |
| Gottesackerstraße 7, Stadtgottesacker Grabnummer: 09 -001 / 392-394_Boecker                                                        | Grabmal Wilhelm Boecker                       | Grabmal für Wilhelm Boecker (1903–1980) | 094 56692 114      | Teilobjekt eines Baudenkmals - Kleindenkmal   | Grabmal Wilhelm Boecker                       |
| Gottesackerstraße 7, Stadtgottesacker, Gräberfeld, Abt. I 10-001 / 00429-430                                                       | Grabmal                                       | Grabmal | 094 56692 115      | Teilobjekt eines Baudenkmals - Kleindenkmal   |                                               |
| Gottesackerstraße 7, Stadtgottesacker Grabnummer: 12 -002 / 486_Blasius                                                            | Grabmal Familie Blasius                       | Grabmal für Clara Blasius (geb. Roeben; 1809–1867) und Ernst Blasius (Chirurg; 1802–1875) | 094 56692 116      | Teilobjekt eines Baudenkmals - Kleindenkmal   | Grabmal Familie Blasius                       |
| Gottesackerstraße 7, Stadtgottesacker Grabnummer: 13 -002 / 00526-529_Thumann                                                      | Grabmal Familie Thumann                       | Grabmal für Heinrich Thumann (1847-1913) und Familie | 094 56692 117      | Teilobjekt eines Baudenkmals - Kleindenkmal   | Grabmal Familie Thumann                       |
| Gottesackerstraße 7, Stadtgottesacker Grabnummer: 13 -002 / 00530_Meyer                                                            | Grabmal Friedrich Meyer                       | Grabmal für Frieda Meyer (geb. Gesenius; 1857–1900) & Friedrich Meyer (Ehrendoktor der Martin-Luther-Universität Halle-Wittenberg; 1842–1898) | 094 56692 118      | Teilobjekt eines Baudenkmals - Kleindenkmal   | Grabmal Friedrich Meyer                       |
| Gottesackerstraße 7, Stadtgottesacker Grabnummer: 14 -002 / 557-559_Voigt                                                          | Grabmal Familie Voigt                         | Grabmal für Clara Voigt (geb. Hoffmann; 1870–1929) und Paul Voigt (1857–1915) | 094 56692 119      | Teilobjekt eines Baudenkmals - Kleindenkmal   |                                               |
| Gottesackerstraße 7, Stadtgottesacker Grabnummer: 17 -002 / 683_Hirsch                                                             | Grabmal Familie Hirsch                        | Grabmal | 094 56692 120      | Teilobjekt eines Baudenkmals - Kleindenkmal   |                                               |
| Gottesackerstraße 7, Stadtgottesacker Grabnummer: 18-002-741-743_Kersten                                                           | Grabmal Familie Kersten                       | Grabmal | 094 56692 121      | Teilobjekt eines Baudenkmals - Kleindenkmal   |                                               |
| Gottesackerstraße 7, Stadtgottesacker Grabnummer: 19 -002 / 00778_Sythin                                                           | Grabmal Victor Malwiewitsch Sythin            | Grabmal für Victor Malwiewitsch Sythin (Major; 1785-1813) | 094 56692 122      | Teilobjekt eines Baudenkmals - Kleindenkmal   | Grabmal Victor Malwiewitsch Sythin            |
| Gottesackerstraße 7, Stadtgottesacker Grabnummer: 19 -002 / 00779_Newerowski                                                       | Grabmal Dmitri Petrowitsch Newerowski         | Grabmal für Dmitri Petrowitsch Newerowski (russischer General; –1813) | 094 56692 123      | Teilobjekt eines Baudenkmals - Kleindenkmal   | Weitere Bilder                                |
| Gottesackerstraße 7, Stadtgottesacker Grabnummer: 19 -002 / 00792-793_Schaal                                                       | Grabmal Familie Schaal                        | Grabmal für Hedwig Schaal (geb. Kühne; 1856–1945), Elisabeth Schaal (geb. Glimm; 1885–1964), Johannes Schaal (1851–1933), Johannes Schaal (1884–1948) und Walter Schaal (1888–1911) | 094 56692 124      | Teilobjekt eines Baudenkmals - Kleindenkmal   | Grabmal Familie Schaal                        |
| Gottesackerstraße 7, Stadtgottesacker Grabnummer: 11 -003 / 0000251_Hanff                                                          | Grabmal Familie Hanff                         | Grabmal | 094 56692 125      | Teilobjekt eines Baudenkmals - Denkmalbereich |                                               |
| Gottesackerstraße 7, Stadtgottesacker Grabnummer: 11 -003 / 00259-260_Jentzsch                                                     | Grabmal Familie Jentzsch                      | Grabmal für Marie Jentzsch (geb. Luther; 1833–1885) und Louis Jentzsch (Ehrenbürger der Stadt Halle; 1815–1904) | 094 56692 126      | Teilobjekt eines Baudenkmals - Kleindenkmal   | Grabmal Familie Jentzsch                      |
| Gottesackerstraße 7, Stadtgottesacker Grabnummer: 11 -003 / 0000270_Anders                                                         | Grabmal Marie Anders                          | Grabmal für Marie Anders | 094 56692 127      | Teilobjekt eines Baudenkmals - Kleindenkmal   | Grabmal Marie Anders                          |
| Gottesackerstraße 7, Stadtgottesacker, Gräberfeld, Abt. IV 16-004 / 00276                                                          | Grabmal                                       | Grabmal | 094 56692 128      | Teilobjekt eines Baudenkmals - Kleindenkmal   |                                               |
| Gottesackerstraße 7, Stadtgottesacker, Gräberfeld, Abt. IV 15/16-004 / 00245-248                                                   | Grabmal                                       | Grabmal | 094 56692 129      | Teilobjekt eines Baudenkmals - Kleindenkmal   |                                               |
| Gottesackerstraße 7, Stadtgottesacker, Gräberfeld, Abt. IV 14-004 / 00231-233                                                      | Grabmal                                       | Grabmal | 094 56692 130      | Teilobjekt eines Baudenkmals - Kleindenkmal   |                                               |
| Gottesackerstraße 7, Stadtgottesacker, Gräberfeld, Abt. IV 14-004 / 00227-00229                                                    | Grabmal                                       | Grabmal | 094 56692 131      | Teilobjekt eines Baudenkmals - Kleindenkmal   |                                               |
| Gottesackerstraße 7, Stadtgottesacker, Gräberfeld, Abt. IV 14-004 / 00220                                                          | Grabmal                                       | Grabmal | 094 56692 132      | Teilobjekt eines Baudenkmals - Kleindenkmal   |                                               |
| Gottesackerstraße 7, Stadtgottesacker, Gräberfeld, Abt. IV 14-004 / 00216-217                                                      | Grabmal                                       | Grabmal | 094 56692 133      | Teilobjekt eines Baudenkmals - Kleindenkmal   |                                               |
| Gottesackerstraße 7, Stadtgottesacker, Gräberfeld, Abt. IV 13-004 / 00206                                                          | Grabmal                                       | Grabmal | 094 56692 134      | Teilobjekt eines Baudenkmals - Kleindenkmal   |                                               |
| Gottesackerstraße 7, Stadtgottesacker, Gräberfeld, Abt. IV 13-004 / 00207                                                          | Grabmal                                       | Grabmal | 094 56692 135      | Teilobjekt eines Baudenkmals - Kleindenkmal   |                                               |
| Gottesackerstraße 7, Stadtgottesacker, Gräberfeld, Abt. IV 12/13-004 / 00178-181                                                   | Grabmal                                       | Grabmal | 094 56692 136      | Teilobjekt eines Baudenkmals - Kleindenkmal   |                                               |
| Gottesackerstraße 7, Stadtgottesacker, Gräberfeld, Abt. IV 11-004 / 00166                                                          | Grabmal                                       | Grabmal | 094 56692 137      | Teilobjekt eines Baudenkmals - Kleindenkmal   |                                               |
| Gottesackerstraße 7, Stadtgottesacker, Gräberfeld, Abt. IV 11-004 / 00169                                                          | Grabmal                                       | Grabmal | 094 56692 138      | Teilobjekt eines Baudenkmals - Kleindenkmal   |                                               |
| Gottesackerstraße 7, Stadtgottesacker, Gräberfeld, Abt. IV 08-004 / 00113-00114                                                    | Grabmal                                       | Grabmal | 094 56692 139      | Teilobjekt eines Baudenkmals - Kleindenkmal   |                                               |
| Gottesackerstraße 7, Stadtgottesacker, Gräberfeld, Abt. IV 08-004 / 00115                                                          | Grabmal                                       | Grabmal | 094 56692 140      | Teilobjekt eines Baudenkmals - Kleindenkmal   |                                               |
| Gottesackerstraße 7, Stadtgottesacker, Gräberfeld, Abt. IV 10-004 / 00140                                                          | Grabmal                                       | Grabmal | 094 56692 141      | Teilobjekt eines Baudenkmals - Kleindenkmal   |                                               |
| Gottesackerstraße 7, Stadtgottesacker, Gräberfeld, Abt. IV 10-004 / 00143-00144                                                    | Grabmal                                       | Grabmal | 094 56692 142      | Teilobjekt eines Baudenkmals - Kleindenkmal   |                                               |
| Gottesackerstraße 7, Stadtgottesacker, Gräberfeld, Abt. IV 10-004 / 00147                                                          | Grabmal                                       | Grabmal | 094 56692 143      | Teilobjekt eines Baudenkmals - Kleindenkmal   |                                               |
| Gottesackerstraße 7, Stadtgottesacker, Gräberfeld, Abt. IV 10-004 / 00153                                                          | Grabmal                                       | Grabmal | 094 56692 144      | Teilobjekt eines Baudenkmals - Kleindenkmal   |                                               |
| Gottesackerstraße 7, Stadtgottesacker, Gräberfeld, Abt. I 10-001 / 00456                                                           | Grabmal                                       | Grabmal | 094 56692 145      | Teilobjekt eines Baudenkmals - Kleindenkmal   |                                               |
| Gottesackerstraße 7, Stadtgottesacker, Gräberfeld, Abt. I 10-001 / 00448-00449                                                     | Grabmal                                       | Grabmal | 094 56692 146      | Teilobjekt eines Baudenkmals - Kleindenkmal   |                                               |
| Gottesackerstraße 7, Stadtgottesacker, Gräberfeld, Abt. IV 17-004 / 00290                                                          | Grabmal                                       | Grabmal | 094 56692 147      | Teilobjekt eines Baudenkmals - Kleindenkmal   |                                               |
| Gottesackerstraße 7, Stadtgottesacker, Gräberfeld, Abt. IV 18-004 / 00300-301                                                      | Grabmal                                       | Grabmal | 094 56692 148      | Teilobjekt eines Baudenkmals - Kleindenkmal   |                                               |
| Gottesackerstraße 7, Stadtgottesacker, Gräberfeld, Abt. IV 18-004 / 00302                                                          | Grabmal                                       | Grabmal | 094 56692 149      | Teilobjekt eines Baudenkmals - Kleindenkmal   |                                               |
| Gottesackerstraße 7, Stadtgottesacker, Gräberfeld, Abt. IV 18-004 / 00312                                                          | Grabmal                                       | Grabmal | 094 56692 150      | Teilobjekt eines Baudenkmals - Kleindenkmal   |                                               |
| Gottesackerstraße 7, Stadtgottesacker, Gräberfeld, Abt. III 02-003 / 00035                                                         | Grabmal                                       | Grabmal | 094 56692 151      | Teilobjekt eines Baudenkmals - Kleindenkmal   |                                               |
| Gottesackerstraße 7, Stadtgottesacker, Gräberfeld, Abt. III 01-003 / 00014                                                         | Grabmal                                       | Grabmal | 094 56692 152      | Teilobjekt eines Baudenkmals - Kleindenkmal   |                                               |
| Gottesackerstraße 7, Stadtgottesacker, Gräberfeld, Abt. III 01-003 / 00006                                                         | Grabmal                                       | Grabmal | 094 56692 153      | Teilobjekt eines Baudenkmals - Kleindenkmal   |                                               |
| Gottesackerstraße 7, Stadtgottesacker, Gräberfeld, Abt. III 13-003 / 00314-00315                                                   | Grabmal                                       | Grabmal | 094 56692 154      | Teilobjekt eines Baudenkmals - Kleindenkmal   |                                               |
| Gottesackerstraße 7, Stadtgottesacker, Gräberfeld, Abt. III 05-003 / 00095                                                         | Grabmal                                       | Grabmal | 094 56692 155      | Teilobjekt eines Baudenkmals - Kleindenkmal   |                                               |
| Gottesackerstraße 7, Stadtgottesacker, Gräberfeld, Abt. IV 17-004 / 00292                                                          | Grabmal                                       | Grabmal | 094 56692 156      | Teilobjekt eines Baudenkmals - Kleindenkmal   |                                               |
| Gottesackerstraße 7, Stadtgottesacker, Gräberfeld, Abt. IV 17-004 / 00296                                                          | Grabmal                                       | Grabmal | 094 56692 157      | Teilobjekt eines Baudenkmals - Kleindenkmal   |                                               |
| Gottesackerstraße 7, Stadtgottesacker, Gräberfeld, Abt. IV 17-004 / 00298                                                          | Grabmal                                       | Grabmal | 094 56692 158      | Teilobjekt eines Baudenkmals - Kleindenkmal   |                                               |
| Gottesackerstraße 7, Stadtgottesacker, Gräberfeld, Abt. III 01-003 / 00005                                                         | Grabmal                                       | Grabmal | 094 56692 159      | Teilobjekt eines Baudenkmals - Kleindenkmal   |                                               |
| Gottesackerstraße 7, Stadtgottesacker, Gräberfeld, Abt. IV 18-004 / 00302                                                          | Grabmal                                       | Grabmal | 094 56692 160      | Teilobjekt eines Baudenkmals - Kleindenkmal   |                                               |
| Gottesackerstraße 7, Stadtgottesacker, Gräberfeld, Abt. I 06-001 / 00290                                                           | Grabmal                                       | Grabmal | 094 56692 161      | Teilobjekt eines Baudenkmals - Kleindenkmal   |                                               |
| Gottesackerstraße 7, Stadtgottesacker, Gräberfeld, Abt. I 06-001 / 00282-283                                                       | Grabmal                                       | Grabmal | 094 56692 162      | Teilobjekt eines Baudenkmals - Kleindenkmal   |                                               |
| Gottesackerstraße 7, Stadtgottesacker, Gräberfeld, Abt. III 01-003 / 00069                                                         | Grabmal                                       | Grabmal | 094 56692 163      | Teilobjekt eines Baudenkmals - Kleindenkmal   |                                               |
| Gottesackerstraße 7, Stadtgottesacker, Gräberfeld, Abt. III 01-003 / 00003                                                         | Grabmal                                       | Grabmal | 094 56692 164      | Teilobjekt eines Baudenkmals - Kleindenkmal   |                                               |
| Gottesackerstraße 7, Stadtgottesacker, Gräberfeld, Abt. I 04a-001 / 00223                                                          | Grabmal                                       | Grabmal | 094 56692 165      | Teilobjekt eines Baudenkmals - Kleindenkmal   |                                               |
| Gottesackerstraße 7, Stadtgottesacker, Gräberfeld, Abt. I 04-001 / 00164-165 3a-203-204                                            | Grabmal                                       | Grabmal | 094 56692 166      | Teilobjekt eines Baudenkmals - Kleindenkmal   |                                               |
| Gottesackerstraße 7, Stadtgottesacker, Gräberfeld, Abt. I 02-001 / 00084-85                                                        | Grabmal                                       | Grabmal | 094 56692 167      | Teilobjekt eines Baudenkmals - Kleindenkmal   |                                               |
| Gottesackerstraße 7, Stadtgottesacker, Gräberfeld, Abt. I 03-001 / 00133-134                                                       | Grabmal                                       | Grabmal | 094 56692 168      | Teilobjekt eines Baudenkmals - Kleindenkmal   |                                               |
| Gottesackerstraße 7, Stadtgottesacker, Gräberfeld, Abt. I 08-001 / 00382-384                                                       | Grabmal                                       | Grabmal | 094 56692 169      | Teilobjekt eines Baudenkmals - Kleindenkmal   |                                               |
| Gottesackerstraße 7, Stadtgottesacker, Gräberfeld, Abt. I 07-001 / 00346-347                                                       | Grabmal                                       | Grabmal | 094 56692 170      | Teilobjekt eines Baudenkmals - Kleindenkmal   |                                               |
| Gottesackerstraße 7, Stadtgottesacker, Gräberfeld, Abt. I 07-001 / 00326-328                                                       | Grabmal                                       | Grabmal | 094 56692 171      | Teilobjekt eines Baudenkmals - Kleindenkmal   |                                               |
| Gottesackerstraße 7, Stadtgottesacker, Gräberfeld, Abt. I 09-001 / 417-420                                                         | Grabmal                                       | Grabmal | 094 56692 172      | Teilobjekt eines Baudenkmals - Kleindenkmal   |                                               |
| Gottesackerstraße 7, Stadtgottesacker, Gräberfeld, Abt. I 10-001 / 00452                                                           | Grabmal                                       | Grabmal | 094 56692 173      | Teilobjekt eines Baudenkmals - Kleindenkmal   |                                               |
| Gottesackerstraße 7, Stadtgottesacker, Gräberfeld, Abt. II 12-002 / 00478-479                                                      | Grabmal                                       | Grabmal | 094 56692 174      | Teilobjekt eines Baudenkmals - Kleindenkmal   |                                               |
| Gottesackerstraße 7, Stadtgottesacker, Gräberfeld, Abt. II 17a-002 / 00729-730 17-002 / 00688-689                                  | Grabmal                                       | Grabmal | 094 56692 175      | Teilobjekt eines Baudenkmals - Kleindenkmal   |                                               |
| Gottesackerstraße 7, Stadtgottesacker, Gräberfeld, Abt. II 17a-002 / 000726-727                                                    | Grabmal                                       | Grabmal | 094 56692 176      | Teilobjekt eines Baudenkmals                  |                                               |
| Gottesackerstraße 7, Stadtgottesacker, Gräberfeld, Abt. II 18-002 / 00751                                                          | Grabmal                                       | Grabmal | 094 56692 177      | Teilobjekt eines Baudenkmals                  |                                               |
| Gottesackerstraße 7, Stadtgottesacker, Gräberfeld, Abt. IV 10-004 / 00138                                                          | Grabmal                                       | Grabmal | 094 56692 178      | Teilobjekt eines Baudenkmals                  |                                               |
| Gottesackerstraße 7, Stadtgottesacker, Gräberfeld, Abt. IV 10-004 / 00139                                                          | Grabmal                                       | Grabmal | 094 56692 179      | Teilobjekt eines Baudenkmals                  |                                               |
| Gottesackerstraße 7, Stadtgottesacker, Gräberfeld, Abt. IV 10-004 / 00141-142                                                      | Grabmal                                       | Grabmal | 094 56692 180      | Teilobjekt eines Baudenkmals                  |                                               |
| Gottesackerstraße 7, Stadtgottesacker, Gräberfeld, Abt. IV 10-004 / 00145                                                          | Grabmal                                       | Grabmal | 094 56692 181      | Teilobjekt eines Baudenkmals - Kleindenkmal   |                                               |
| Gottesackerstraße 7, Stadtgottesacker, Gräberfeld, Abt. IV 56-004 / 00146                                                          | Grabmal                                       | Grabmal | 094 56692 182      | Teilobjekt eines Baudenkmals - Kleindenkmal   |                                               |
| Gottesackerstraße 7, Stadtgottesacker, Gräberfeld, Abt. I 01-001 / 00002                                                           | Grabmal                                       | Grabmal | 094 56692 183      | Teilobjekt eines Baudenkmals - Kleindenkmal   |                                               |
| Gottesackerstraße 7, Stadtgottesacker, Gräberfeld, Abt. I 01-001 / 00003                                                           | Grabmal                                       | Grabmal | 094 56692 184      | Teilobjekt eines Baudenkmals - Kleindenkmal   |                                               |
| Gottesackerstraße 7, Stadtgottesacker, Gräberfeld, Abt. I 02-001 / 00041-42                                                        | Grabmal                                       | Grabmal | 094 56692 185      | Teilobjekt eines Baudenkmals - Kleindenkmal   |                                               |
| Gottesackerstraße 7, Stadtgottesacker, Gräberfeld, Abt. I 01-001 / 00006                                                           | Grabmal                                       | Grabmal | 094 56692 186      | Teilobjekt eines Baudenkmals - Kleindenkmal   |                                               |
| Gottesackerstraße 7, Stadtgottesacker, Gräberfeld, Abt. I 01-001 / 00007                                                           | Grabmal                                       | Grabmal | 094 56692 187      | Teilobjekt eines Baudenkmals - Kleindenkmal   |                                               |
| Gottesackerstraße 7, Stadtgottesacker, Gräberfeld, Abt. I 01-001 / 00010-11                                                        | Grabmal                                       | Grabmal | 094 56692 188      | Teilobjekt eines Baudenkmals - Kleindenkmal   |                                               |
| Gottesackerstraße 7, Stadtgottesacker, Gräberfeld, Abt. I 01-001 / 00012                                                           | Grabmal                                       | Grabmal | 094 56692 189      | Teilobjekt eines Baudenkmals - Kleindenkmal   |                                               |
| Gottesackerstraße 7, Stadtgottesacker, Gräberfeld, Abt. I 01-001 / 00013-14                                                        | Grabmal                                       | Grabmal | 094 56692 190      | Teilobjekt eines Baudenkmals - Kleindenkmal   |                                               |
| Gottesackerstraße 7, Stadtgottesacker, Gräberfeld, Abt. I 01-001 / 00016-17                                                        | Grabmal                                       | Grabmal | 094 56692 191      | Teilobjekt eines Baudenkmals - Kleindenkmal   |                                               |
| Gottesackerstraße 7, Stadtgottesacker, Gräberfeld, Abt. I 02-001 / 00053-00054                                                     | Grabmal                                       | Grabmal | 094 56692 192      | Teilobjekt eines Baudenkmals - Kleindenkmal   |                                               |
| Gottesackerstraße 7, Stadtgottesacker, Gräberfeld, Abt. I 01-001 / 00031-33                                                        | Grabmal                                       | Grabmal | 094 56692 193      | Teilobjekt eines Baudenkmals - Kleindenkmal   |                                               |
| Gottesackerstraße 7, Stadtgottesacker, Gräberfeld, Abt. I 01-001 / 00034                                                           | Grabmal                                       | Grabmal | 094 56692 194      | Teilobjekt eines Baudenkmals - Kleindenkmal   |                                               |
| Gottesackerstraße 7, Stadtgottesacker, Gräberfeld, Abt. I 03-001 / 00162-163                                                       | Grabmal                                       | Grabmal | 094 56692 195      | Teilobjekt eines Baudenkmals - Kleindenkmal   |                                               |
| Gottesackerstraße 7, Stadtgottesacker, Gräberfeld, Abt. I 03-001 / 00159-160                                                       | Grabmal                                       | Grabmal | 094 56692 196      | Teilobjekt eines Baudenkmals - Kleindenkmal   |                                               |
| Gottesackerstraße 7, Stadtgottesacker, Gräberfeld, Abt. I 02-001 / 00109-110                                                       | Grabmal                                       | Grabmal | 094 56692 197      | Teilobjekt eines Baudenkmals - Kleindenkmal   |                                               |
| Gottesackerstraße 7 (Abt. 3) | Grabmal Familie Heine                         | Grabmal für Anselma Heine (Schriftstellerin; 1855–1930), Sophie Heine (geb. Wolff; 1833–1896) und Eduard Heine (1821–1881) 2020 als Denkmal eingetragen | 094 56692 200      | Kleindenkmal                                  | Grabmal Familie Heine                         |

## Ehemalige Kulturdenkmale nach Stadtteilen
Die nachfolgenden Objekte waren ursprünglich ebenfalls denkmalgeschützt oder wurden in der Literatur als Kulturdenkmale geführt. Die Denkmale bestehen heute jedoch nicht mehr, ihre Unterschutzstellung wurde aufgehoben oder sie werden nicht mehr als Denkmale betrachtet.

### Nördliche Innenstadt

#### Stadtgottesacker
| Lage | Bezeichnung | Beschreibung                                                                                             | Erfassungs- nummer | Ausweisungsart               | Bild |
| --- | ----------- | --- | ------------------ | ---------------------------- | ---- |
| Gottesackerstraße 7, Stadtgottesacker Grabnummer (fortlaufende Zählung/Abteilung/Altnummer): 8 -002 / 00290_Rieper | Grabmal     | Grabmal Stand als Teilobjekt des Baudenkmals Stadtgottesacker unter Schutz, das weiterhin geschützt ist. | 094 56692 081      | Teilobjekt eines Baudenkmals |      |

## Legende
In den Spalten befinden sich folgende Informationen:
- Lage: Nennt den Straßennamen und wenn vorhanden die Hausnummer des Kulturdenkmals. Die Grundsortierung der Liste erfolgt nach dieser Adresse. Der Link „Karte“ führt zu verschiedenen Kartendarstellungen und nennt die geographischen Koordinaten.
Link zu einem Kartenansichtstool, um Koordinaten zu setzen. In der Kartenansicht sind Baudenkmale ohne Koordinaten mit einem roten bzw. orangen Marker dargestellt und können in der Karte gesetzt werden. Baudenkmale ohne Bild sind mit einem blauen bzw. roten Marker gekennzeichnet, Baudenkmale mit Bild mit einem grünen bzw. orangen Marker.
- Offizielle Bezeichnung: Nennt den Namen, die Bezeichnung oder zumindest die Art des Kulturdenkmals und verlinkt, soweit vorhanden, auf den Artikel zum Objekt.
- Beschreibung: Nennt bauliche und geschichtliche Einzelheiten des Kulturdenkmals, vorzugsweise die Denkmaleigenschaften.
- Erfassungsnummer: Für jedes Kulturdenkmal wird in Sachsen-Anhalt eine 20stellige Erfassungsnummer vergeben. Die letzten zwölf Ziffern werden für die Untergliederung nach Teilobjekten genutzt und werden nur angegeben, soweit vergeben. In dieser Spalte kann sich folgendes Icon  befinden, dies führt zu Angaben zu diesem Baudenkmal bei Wikidata.
- Ausweisungsart: Die Einordnung des Denkmales nach § 2 Abs. 2 DenkmSchG LSA
- Bild: Ein Bild des Denkmales, und gegebenenfalls einen Link zu weiteren Fotos des Kulturdenkmals im Medienarchiv Wikimedia Commons. Wenn man auf das Kamerasymbol klickt, können Fotos zu Kulturdenkmalen aus dieser Liste hochgeladen werden: